# Kempele
Kempele är en kommun i landskapet Norra Österbotten i Finland. Kempele har 19 116 invånare (2021), på en yta av 110,35 km². Grannkommuner är Limingo, Uleåborg och Tyrnävä.
Kempele är enspråkigt finskt.

## Administrativ historik
1 januari 2004 överfördes ett område med 17 invånare till Uleåsalo kommun. Samtidigt tillfördes ett område med 8 invånare från Uleåsalo kommun.

## Geografi

### Tätorter
Vid Statistikcentralens tätortsavgränsning den 31 december 2021 fanns två tätorter inom Kempele kommuns område:
| Nr | Tätort                           | Folkmängd |
| -- | -------------------------------- | --------- |
| 1  | Uleåborgs centraltätort (del av) | 18 314    |
| 2  | Murto (del av)                   | 38        |

## Styre och politik

### Mandatfördelning i Kempele kommun, valen 1976–2021
| 9 | 3 | 9 | 3 | 3 |

| 8 | 3 | 10 |  | 5 |

| 8 | 5 |  | 13 | 8 |

| 7 | 5 | 14 |  | 8 |

| 8 | 6 | 13 |  | 7 |

| 6 | 5 | 18 | 6 |

| 5 | 6 | 17 | 7 |

| 4 | 7 | 17 | 7 |

| 24 | 11 |

| 4 | 8 |  |  | 19 |  | 9 |

| 22 | 21 |

| 3 | 6 |  | 3 | 21 |  | 8 |

| 26 | 17 |

| 3 | 8 |  | 3 | 18 |  | 5 |

| 23 | 16 |

| 2 | 6 |  | 6 | 15 |  | 8 |

| 20 | 19 |

### Vänorter
Kempele har följande vänorter.
- Elva kommun, Estland (sedan 1989)

## Befolkning

### Befolkningsutveckling
| Befolkningsutvecklingen i Kempele kommun 1975–2020                                                           | Befolkningsutvecklingen i Kempele kommun 1975–2020 | Befolkningsutvecklingen i Kempele kommun 1975–2020 | Befolkningsutvecklingen i Kempele kommun 1975–2020 | Befolkningsutvecklingen i Kempele kommun 1975–2020 |
| --- | -------------------------------------------------- | -------------------------------------------------- | -------------------------------------------------- | -------------------------------------------------- |
| |                                                    |                                                    |                                                    |                                                    |
| År |                                                    |                                                    | Folkmängd                                          |                                                    |
| 1975 | 1975                                               |                                                    | 6 066                                              |                                                    |
| 1980 | 1980                                               |                                                    | 7 545                                              |                                                    |
| 1985 | 1985                                               |                                                    | 8 755                                              |                                                    |
| 1990 | 1990                                               |                                                    | 9 807                                              |                                                    |
| 1995 | 1995                                               |                                                    | 10 791                                             |                                                    |
| 2000 | 2000                                               |                                                    | 12 551                                             |                                                    |
| 2005 | 2005                                               |                                                    | 14 475                                             |                                                    |
| 2010 | 2010                                               |                                                    | 15 864                                             |                                                    |
| 2015 | 2015                                               |                                                    | 17 066                                             |                                                    |
| 2020 | 2020                                               |                                                    | 18 796                                             |                                                    |
| Anm: Uppgifterna avser förhållandena den 31 december nämnda år enligt områdesindelningen den 1 januari 2022. |                                                    |                                                    |                                                    |                                                    |

### Språk
Befolkningen efter språk (modersmål) den 31 december 2022. Finska, svenska och samiska räknas som inhemska språk då de har officiell status i landet. Resten av språken räknas som främmande. För språk med färre än 10 talare är siffran dold av Statistikcentralen på grund av sekretesskäl.
| Språk                        | Talare 2022-12-31 | Talare 2022-12-31 |
| Språk                        | Antal             | Andel (%)         |
| ---------------------------- | ----------------- | ----------------- |
| Hela befolkningen            | 19 300            | 100,0             |
| Inhemska språk totalt        | 19 034            | 98,6              |
| Finska                       | 18 991            | 98,4              |
| Svenska                      | 33                | 0,2               |
| Samiska                      | 10                | 0,1               |
| Främmande språk totalt       | 266               | 1,4               |
| Ryska                        | 61                | 0,3               |
| Vietnamesiska                | 25                | 0,1               |
| Thailändska                  | 24                | 0,1               |
| Kinesiska                    | 15                | 0,1               |
| Turkiska                     | 15                | 0,1               |
| Arabiska                     | 14                | 0,1               |
| Ungerska                     | 12                | 0,1               |
| Engelska                     | 11                | 0,1               |
| Tyska                        | 11                | 0,1               |
| Språk med färre än 10 talare | 78                | 0,4               |

|  | Finska (98,4 %) |

|  | Svenska (0,2 %) |

|  | Samiska (0,1 %) |

|  | Främmande språk (1,3 %) |

|  | Finska (98,4 %) |

|  | Svenska (0,2 %) |

|  | Samiska (0,1 %) |

|  | Främmande språk (1,3 %) |